# HD92313
HD92313 — хімічно пекулярна зоря спектрального класу
A4 й має видиму зоряну величину в смузі V приблизно  8,3.